# Механолюмінесценція
Механолюмінесценція — люмінесценція викликана якими-небудь механічними впливами на речовину. Зокрема, такі впливи може спричиняти ультразвук.
Різновиди:
- Фрактолюмінесценція — викликана стресом (напр., ударом), який призводить до утворення тріщин і розривів.
- П'єзолюмінесценція — викликана тиском, що призводить тільки до пружної деформації[1].
- Звуколюмінісценція — явище властиве напівпровідникам завдяки акустоконцентраційному ефекту, виникнення світла завдяки дії звукових хвиль.
- Триболюмінесценція — люмінесценція, що виникає при розтиранні, роздавлюванні або розколюванні кристалів.[2] В ряді випадків фрактолюмінесценція і триболюмінесценція розглядаються як синонімічні поняття.
- Сонолюмінесценція — явище виникнення спалаху світла при схлопуванні кавітаційних бульбашок, народжених у рідині потужною ультразвуковою хвилею.

## Інтернет-ресурси
- Ultrasound Generates Intense Mechanoluminescence [Архівовано 3 серпня 2014 у Wayback Machine.]